# Lago Eyre
Il lago Eyre, nelle rare occasioni in cui è pieno, è il lago più esteso dell'Australia e costituisce anche la massima depressione dello Stato, a circa 15 metri sotto il livello del mare. È il punto focale del vasto bacino del Lago Eyre.

## Geografia fisica
Il lago si trova tra i deserti dell'Australia centrale, ed appartiene allo Stato dell'Australia meridionale. Il periodo dell'anno in cui è presente la maggior quantità d'acqua è la stagione delle piogge: durante i mesi piovosi i fiumi del nord-est scorrono verso il lago, riempiendo il bacino con le proprie acque. Talvolta si verificano persino grandi e moderate inondazioni, dovute all'eccezionale portata delle piogge. Nella stagione secca, invece, il livello dell'acqua cala in modo sensibile, e il lago si smembra in una serie di piccoli stagni collegati tra loro.
Il lago è diviso in due parti, la settentrionale e la meridionale, collegate dal canale Goyder
Le diverse parti del lago hanno di norma diversi livelli, (che come detto sono comunque variabili) la parte settentrionale, (Golfo di Madigan) ha livello -15 metri, il canale di Goyder è a -8,90 metri, mentre la parte meridionale del lago è a -12 metri. 
In fase di retrazione delle acque, l'acqua si ritira nella parte settentrionale, presso il golfo di Madigan e della baia di Belt, ove vi è una crosta salina che varia da 10 a 40 centimetri, che ricopre una fanghiglia di origine organica, queste croste formano delle vere e proprie "focacce di sale" sul letto del lago di color bianco e rosa

## Navigazione
Sulle sponde del lago è presente il Lake Eyre Yacht Club, un gruppo di persone che sono solite navigare sul lago durante le sue inondazioni.

## Cronologia storica
- 1840: scoperta del lago da parte di Edward John Eyre[1].
- 1857: Godyer ne fa una descrizione come "lago cosparso di isole"[6].
- 1866: Warbuton segnala l'importanza del sale disseminato sul letto di questo[6].
- 1922: solamente in quest'anno, quando Hallingan fa delle ricognizioni aeree sopra il lago, si riesce a precisare i suoi contorni per le carte e mappe[6].
- 2009: il lago torna a riempirsi d'acqua grazie alle alluvioni del Queensland; l'ultima volta si era riempito nel 2000, negli ultimi 160 anni si è riempito solamente tre volte.[2][3]

## Geologia del suolo
- Cretaceo: la zona sprofonda a causa dei movimenti tettonici. Al di sotto si trovano delle falde acquifere a volte riaffioranti al suolo.[6]
- Terziario: mancano prove certe che vi fosse un grande lago in zona estendentesi fino al lago Frome. Questo lago venne chiamato dai geologi lago Dieri ed era popolato da marsupiali, uccelli, coccodrilli, ecc.[6]
- Pleistocene: il susseguente inaridimento del clima fa sparire gradualmente la fauna.[6]
- 20000 anni fa circa: abbassamento del lago di 20 metri circa, successivamente i venti crearono delle dune parallele di 15 metri, propagate da nord verso sud in un'area di oltre 120 km; la deposizione salina produsse la formazione di strati di sedimentazione.

Nella parte settentrionale del lago, si formò una crosta salina di spessore di qualche metro; il processo di deposizione è ancora in atto.